# نهر کوت (نصار آبادان)
نهرکوت (آبادان)، روستایی از توابع بخش اروندکنار شهرستان آبادان در استان خوزستان ایران است.

## جمعیت
این روستا در دهستان نصار قرار دارد و براساس سرشماری عمومی نفوس و مسکن (۱۳۹۵)، جمعیت آن ۲۳۸ نفر (۶۳ خانوار) بوده‌است.